# Девочка и слон
«Девочка и слон» — рисованный мультипликационный фильм 1969 года, который создал режиссёр Леонид Амальрик на студии «Союзмультфильм» по мотивам рассказа Александра Куприна «Слон», напечатанного в 1907 году.

## Сюжет
В одной семье росла девочка, которую обучали дома. Однажды она заметила афишу со слоном и очень захотела его увидеть. Но начались дожди, и родители не пустили дочку в зверинец.
Девочка заболела. Обеспокоенные родители приглашали к ней докторов, те прописывали лекарства, но ничего не помогало. Наконец пригласили старого опытного профессора, и он написал рецепт: «Не давать скучать! Развеселить и как можно быстрее!» Отец накупил кучу игрушек и сладостей, но всё было напрасно. И только увидев заводного слона, девочка расплакалась, а затем написала письмо: «Дорогой слон Томми! Я очень хотела с Вами познакомиться. Я никогда ещё не видела настоящего слона. Если я поправлюсь, обязательно приду к Вам в зверинец. Надя».
Отец с письмом в руках помчался к хозяину зверинца и умолял его привести слона к ним домой (благо дом был его собственностью). Прочитав письмо, хозяин согласился и по ночной улице привёл Томми. Утром девочку усадили за стол и одновременно угощали слона. Весь день Надя любовалась слоном, а вечером хозяин увёл его на вокзал, и весь зверинец уехал на поезде. Девочка была счастлива и выздоровела.

## Создатели
- Автор сценария — Жанна Витензон
- Режиссёр — Леонид Амальрик
- Художники-постановщики — Надежда Привалова, Татьяна Сазонова
- Композитор — Анатолий Александров
- Оператор — Михаил Друян
- Звукооператор — Владимир Кутузов
- Художники: Елизавета Комова, Рената Миренкова, Антонина Алёшина, Анатолий Солин, Иван Давыдов, Александр Давыдов, Владимир Арбеков, Светлана Жутовская, Мстислав Купрач, Иосиф Куроян, Е. Муханова, Вера Харитонова, Дмитрий Анпилов, Ирина Троянова, Н. Шимилис, Инна Пшеничная, В. Максимович, Лера Рыбчевская
- Ассистенты: Галина Андреева, Марина Трусова, Н. Наяшкова, Нина Николаева, В. Пухова
- Редактор — Зинаида Павлова
- Директор картины — Фёдор Иванов

## Художественные особенности
В экранизации отсутствуют диалоги, звучит лишь музыка и рёв слона, хотя в оригинальном рассказе 
имеются полноценные диалоги.

## Отзыв критика
Но вскоре сосредоточился на теме современной сказки. Его фильмы отличаются мягким юмором, тщательно выстроенной композицией, изобретательностью и утонченным лиризмом. Амальрик в основном создавал фильмы для самых маленьких зрителей.
— Сергей Капков «Наши мультфильмы»

## Видео
Мультфильм выпускался на DVD в сборнике мультфильмов «Добрые сказки. Выпуск 2» (Союзмультфильм).